# Hel van het Mergelland 2011
De 38e editie van de wielerwedstrijd Hel van het Mergelland vond in 2011 plaats op 2 april en maakte deel uit van de UCI Europe Tour, in de categorie 1.1. De wedstrijd ging over 195 kilometer en werd gewonnen door Pim Ligthart.
Na deze editie ging de wedstrijd verder onder de naam Volta Limburg Classic.

## Uitslag
| Hel van het Mergelland 2011 |                   |                           |          |
| Plaats                      | Naam              | Ploeg                     | tijd     |
| Winnaar                     | Pim Ligthart      | Vacansoleil-DCM           | 5u00'39" |
| 2                           | Federico Canuti   | Colnago-CSF Inox          | z.t.     |
| 3                           | Samuel Dumoulin   | Cofidis                   | z.t.     |
| 4                           | Simon Geschke     | Skil-Shimano              | z.t.     |
| 5                           | Marcello Pavarin  | Vacansoleil-DCM           | z.t.     |
| 6                           | Giovanni Visconti | Farnese Vini-Neri Sottoli | z.t.     |
| 7                           | Edwig Cammaerts   | Landbouwkrediet           | z.t.     |
| 8                           | Thierry Hupond    | Skil-Shimano              | z.t.     |
| 9                           | Bert De Waele     | Landbouwkrediet           | z.t.     |
| 10                          | David Tanner      | Saxo Bank-Sungard         | z.t.     |

1973 · 1974 · 1975 · 1976 · 1977 · 1978 · 1979 · 1980 · 1981 · 1982 · 1983 · 1984 · 1985 · 1986 · 1987 · 1988 · 1989 · 1990 · 1991 · 1992 · 1993 · 1994 · 1995 · 1996 · 1997 · 1998 · 1999 · 2000 · 2001 · 2002 · 2003 · 2004 · 2005 · 2006 · 2007 · 2008 · 2009 · 2010 · 2011 · 2012 · 2013 · 2014 · 2015 · 2016 · 2017 · 2018 · 2019 · 2020 · 2021 · 2022 · 2023 · 2024